# Neuenfelde (Schiff)
Die Neuenfelde war ein Frachtdampfer, welcher 1868 mit der Baunummer 179 in der Reiherstiegwerft in Hamburg für die Reederei J. Rahmstorf & Cons. (Hamburg) vom Stapel lief.

## Geschichte
1870 wurde das Schiff als Hilfsdampfer für Torpedozwecke (auch als Torpedodampfer bezeichnet) von der Marine des Norddeutschen Bundes angekauft und der Marinestation der Nordsee zugewiesen. Die Zusammenführung der Torpedodampfer erfolgte unter eine sogenannte Torpedoflottille. Die Neuenfelde erhielt als Bewaffnung zwei Spierentorpedos mit jeweils 35 kg Sprengladung. Diese wurden in verschließbaren Kästen an Deck aufbewahrt und waren mit einem chemischen Kontaktzünder ausgerüstet.
Am 20. September 1870 kam es auf dem Schiff zu einer Katastrophe, wobei 9 Menschen starben. Zwischen 20 und 21 Uhr explodierten auf dem Schiff, welches in Cuxhaven vor Anker lag, die Torpedos und das Schiff sank. Der Kapitän der Handelsschifffahrt und Deckoffizier der freiwilligen Seewehr Konrad Struve hatte für den Abend einige Offiziere einer in Cuxhaven untergekommenen Landwehr-Einheit (2. Oberschlesisches Landwehr-Regiment Nr. 23) zu einer Besichtigung des Schiffes eingeladen. Dabei wurden wohl durch Unachtsamkeit die Torpedos gezündet. Vermutlich war die Sicherung des Zünders, eine Messingkapsel, entfernt worden, wodurch der sensible Zünder freilag und ausgelöst werden konnte. Neben dem Kapitän Struve kamen dabei vier Besatzungsmitglieder (zwei Matrosen und zwei Heizer) ums Leben. Auch vier eingeladene Landwehr-Offiziere, u. a. ein Hauptmann aus der Adelsfamilie von Schoeler, starben. Lediglich ein Maschinist, ein Bootsmann und ein Junge konnten gerettet werden. Über das Ereignis wurde weitreichend berichtet. An dieses Unglück erinnert in Cuxhaven ein Ehrenmal in Form eines Kreuzes mit Inschrift.
Das Schiff stellt einen Vorläufer der späteren Torpedoboote dar, die erst ab 1873 als Schiffstyp ausgewiesen wurden. Neben der Neuenfelde werden noch die Adler (1859), die St. Georg (1861) und die Oscar (1866) als Torpedodampfer bezeichnet. Nach dem Unglück auf der Neuenfelde wurden die Torpedos von den übrigen Booten abgezogen, die Flottille aufgelöst und die Schiffe neu zugewiesen. Einige kamen zur „Torpedo-Compagnie“ nach Kiel und wurden für den Einsatz als Minenleger ausgerüstet.